# SolidThinking Embed
SolidThinking Embed (anciennement VisSim) est un langage de programmation visuelle distingué par sa capacité à modéliser et à simuler des systèmes dynamiques complexes. SolidThinking Embed associe une interface intuitive d’assemblage de blocs de diagrammes (par glisser/déposer) à un puissant moteur de simulation. Il est développé initialement par la société américaine Visual Solutions, de Westford puis racheté par Altair Engineering (en) en août 2014.

## Applications

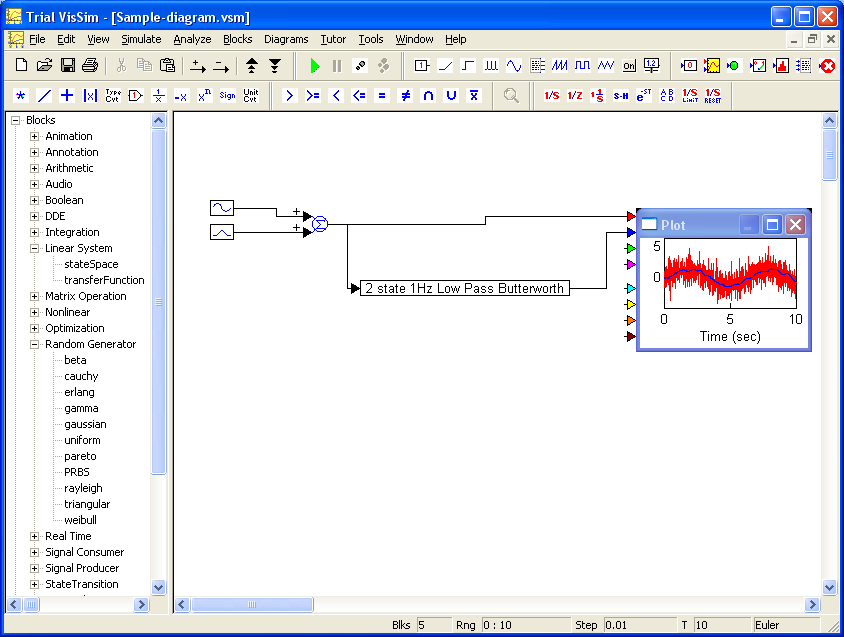
Visualiseur VisSim avec modèle miniaturisé.

SolidThinking Embed est largement utilisé pour la conception et la simulation de projets dans le domaine des systèmes de contrôle et de traitement numérique de signal. Il intègre des blocs pour l’arithmétique, le booléen et les fonctions transcendantes, ainsi que des filtres numériques, des fonctions de transfert, l’intégration numérique et un interactif de traçage. Les applicatifs les plus couramment modélisés sont du domaine de l’aéronautique, de la biologie ou de la recherche médicale, de la capacité de puissance numérique, des moteurs électriques, ainsi que du procédé électrique, hydraulique, mécanique ou économétrique.

### Programme Académique
Le Programme Académique SolidThinking Embed permet aux établissements d’enseignement accrédités l’usage d’une licence libre de SolidThinking Embed v3.0. Les dernières versions de SolidThinking Embed, ainsi que leurs fonctionnalités additionnelles, sont également proposées aux étudiants et aux établissements universitaires à des prix considérablement réduits.

### Partage des diagrammes

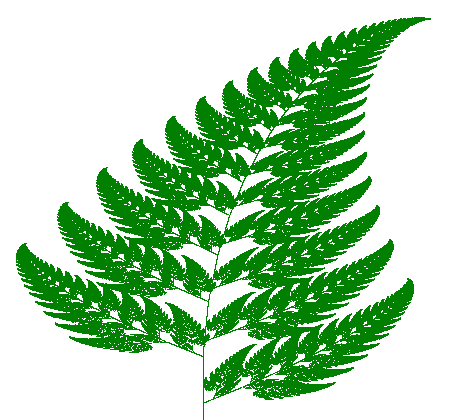
Visualiseur VisSim avec modèle de fractale.

Le Visualiseur VisSim  offre un moyen gratuit de partager des modèles  avec ses collègues ou des clients, sans licence SolidThinking Embed complémentaire. Le visualiseur peut exécuter toutes sortes de modèles à partir de SolidThinking Embed, tout en permettant d’effectuer certains changements dans les blocs ou dans les paramètres de simulation, afin d’illustrer des scénarios de différentes conceptions. Il est possible d’activer ou de changer les boutons inclus dans le modèle.

## Code source
La fonctionnalité additionnelle SolidThinking Embed/C-Code convertit automatiquement les modèles SolidThinking Embed en un code C ANSI hautement optimisé, qui peut être compilé et exécuté sur toute plate-forme acceptant ce langage. Il en résulte un code plus efficace et plus lisible que par la plupart des autres générateurs de codes. Le développeur de VisSim a siégé au comité « X3J11 ANSI C » et a écrit divers compilateurs C, de même qu’un livre sur le langage C.

## Ingénierie dirigée par modèle
La construction de modèles est un moyen visuel de se représenter une situation, en utilisant des blocs de résolution de problèmes au lieu de former des équations simultanées avec notations mathématiques. Si un modèle est construit à partir d’une situation concrète, la solution devient plus claire, voire évidente, alors que l’on rencontre fréquemment des problèmes au niveau des équations mathématiques à l’usage de solutions moins performantes.
Les diagrammes imbriqués sont faciles à créer : vous construisez normalement les modèles avec différentes couches SolidThinking Embed, si nécessaire combinés avec des blocs personnalisés écrits en C ou Fortran, puis un contrôleur virtuel est ajouté avec l’assistance nécessaire pour obtenir toute la réponse souhaitée du système global. Il est encore possible d’ajouter des curseurs et des boutons, rendant plus facile la réalisation de divers scénarios destinés à la formation des opérateurs ou le contrôle de mise au point. La technique de simulation des performances du système hors connexion, suivi de la production automatique du code à partir du diagramme simulé est  connue sous le nom de « Développement architecturé autour d’un modèle ». Il s’agit d’un développement basé sur un modèle pour systèmes embarqués : largement adopté pour les systèmes de production, il raccourcit les cycles de développement matériel de la même manière que l’architecture dirigée par modèle raccourcit les cycles de développement logiciel.

## Fonctionnalités additionnelles SolidThinking Embed
- SolidThinking Embed/ECD vous donne la possibilité de créer rapidement des prototypes pour des applications de contrôle gérées par les DSP de Texas Instruments. Pour le MSP430, SolidThinking Embed besoins seulement 740 octets flash et 64 octets de RAM pour une petite boucle fermée Modulation de largeur d'impulsion (PWM) système. On-chip peripheral support: serial ports, Controller_area_network (CAN), PWM, Modulation d'amplitude en quadrature (QAM), Event Capture, Serial Peripheral Interface Bus (SPI), I2C, Convertisseur analogique-numérique (ADC), Convertisseur numérique-analogique (DAC), et GPIO.
- Couche physique communication système simulation (modulators, encoders, Boucle à phase asservie (PLLs), Costas Loop, BPSK, QPSK, DQPSK, QAM, Bit Error Rate (BER), Eye Diagram, Algorithme de Viterbi, Code de Reed-Solomon, etc)
- Frequency domain analysis (Diagramme de Bode, Root locus, Diagramme de Nyquist)
- Atelier de génie logiciel C (langage) (C-code generation)
- Machine électrique simulation bibliothèque d'exécution pour AC induction, moteur sans balais, ou moteur pas à pas
- Réseau de neurones artificiel
- OPC (OLE for process control) -- read & write OPC tags pour real-time simulation de SCADA/HMI virtual plants
- Globale d'optimisation des paramètres système
- Real-time Analogique et Signal électrique pour Windows
- Ensemble de blocs pour la modélisation avec virgule fixe et générateur de C-code pour eux
- Lecture et d'écriture des paquets pour bus CAN

## Source
- (en) Cet article est partiellement ou en totalité issu de l’article de Wikipédia en anglais intitulé « VisSim » (voir la liste des auteurs).

1. ↑  « http://wpc.23a7.iotacdn.net/8023A7/origin2/rl/solidthinking/2017.1/sT_solidThinking_Embed_2017.1_ReleaseNotes.pdf »
2. ↑  (en) « Altair VisSim™ 9.0 Accelerates Model-Based Design of Embedded Systems » (consulté le 14 août 2017)
3. ↑  Visual simulation with student VisSim, par Karen Darnell, 1996, PWS Pub. Co., Boston,  (ISBN 0534954855)
4. ↑  Livre par Peter A. Darnell